# Gading (Winongan)
Gading is een bestuurslaag in het regentschap Pasuruan van de provincie Oost-Java, Indonesië. Gading telt 2885 inwoners (volkstelling 2010).